# Жан де Жуанвиль
Жан Жуанви́ль (фр. Jean de Joinville; около 1224/1225, замок Жуанвиль — 24 декабря 1317, там же) — средневековый французский хронист и мемуарист, соратник и биограф короля Людовика IX Святого.

## Биография
Родился в 1224 или 1225 году в семье Симона де Жуанвиля, сеньора де Вокулёра, наследственного сенешаля графов Шампанских, и Беатрикс Бургундской, дочери графа Этьена Осонского. Шампанский рыцарский род Жуанвилей известен с XI века, представители его принимали участие в первых трёх крестовых походах. Получил традиционное куртуазное воспитание, включавшее в себя обучение чтению, письму и поверхностное знакомство с латынью.
В 1241 году, будучи ещё оруженосцем, впервые познакомился с придворной жизнью в Сомюре, приняв участие в праздновании посвящения в рыцари брата короля Альфонса де Пуатье. Вскоре после этого поступил, подобно своему отцу, на службу к графу Тибо IV Шампанскому. В 1245 году посвящён был в рыцари сам, а в 1248-м присоединился к Cедьмому крестовому походу, предпринятому королём Людовиком IX. Для покрытия расходов на вооружение заложил часть своих имений и даже украшения жены. На острове Кипр, куда пристало его небольшое войско в 700 человек, включая 11 рыцарей, в том числе двух баннеретов («знаменных»), он поступил на службу к королю в качестве арьер-вассала, за что получил от него денежный фьеф, оставаясь при этом сенешалем графа Шампани.
Храбро сражался; в феврале 1250 года вместе с королём попал в плен к мамелюкам под Мансурой (Египет); участвовал в переговорах с неприятелем, организовал сбор необходимого для освобождения выкупа среди тамплиеров; поддерживал короля в трудные минуты — в частности, после гибели его брата, Роберта д’Артуа.
Освободившись вместе с Людовиком из плена в мае 1250 года, последовал за ним в Акру, не дожидаясь пока отпустят остальных пленников. Летом 1250 года принёс королю в Аккре оммаж, став его полным вассалом, за что получил от него в 1253 году в награду богатые денежные подарки и более 50 рыцарей под командование. Именно по совету Жуанвиля и вопреки мнению других своих приближённых, король на несколько лет задержался на Святой земле.
Во Францию Людовик IX и ставший его ближайшим советником, беззаветно преданный ему Жуанвиль вернулись в апреле 1254 года; с тех пор последний оставался при дворе и фактически являлся регентом Шампани до достижения совершеннолетия дочерью Тибо I, Иоанной I Наваррской. Пользуясь доверием и поддержкой со стороны графини Шампани и королевы-регентши Наварры Бланки д’Артуа.
В последнем, восьмом по счёту крестовом походе (в Тунис), стоившим жизни Людовику IX (1270), он не участвовал, предчувствуя его вероятный провал и отговорившись необходимостью защищать своих вассалов от произвола королевских слуг. 11 мая 1271 года встречал в Труа привезённые с острова Сицилия останки короля и принца Жана Тристана, захороненные позже в Сен-Дени.
В 1282 году выступал в качестве свидетеля на процессе канонизации Людовика, а в 1298 году присутствовал при перенесении его святых мощей. К королю Филиппу Красивому (1285—1314) он относился неодобрительно. В 1314 году он вступил в лигу шампанского дворянства, а в 1315 году направил послание новому королю Людовику X Сварливому, содержащее советы по управлению государством. В том же году, невзирая на преклонный возраст, откликнулся на призыв Людовика принять участие в походе на фламандцев.
Прожил необычно долгую, в сравнении со своими современниками, жизнь, умер 24 декабря 1317 года, в возрасте 93 лет, на 47 лет пережив святого короля Людовика. Наследственную сеньорию и должность сенешаля Шампани завещал своему четвёртому сыну Ансо. Похоронен был в часовне Сен-Лоран собственного фамильного замка, разрушенной во времена Великой Французской революции (1793).

## Семья
Первой женой Жана де Жуанвиля стала около 1240 года Адель (Алаис) де Гранпре, дочь Генриха IV де Гранпре. В этом браке родились:
- Жоффруа (ум. до 1290);
- Жан (ум. около 1304).

После смерти первой жены Жан вступил в брак с Аликс де Ренель. У неё родились:
- Маргарита;
- Жан (ум. 1301), сеньор де Ренель;
- Ансо (ум. 1343), сеньор де Жуанвиль, маршал Франции;
- Готье (ум. до 1308);
- Андре, сеньор де Бопре;
- Аликс, жена (1) Жана IV де Арсис-сюр-Об и де Шасене и (2) Джона Ланкастерского, сеньора де Бофора.

## Сочинения
Его «Книга благочестивых речений и добрых деяний нашего святого короля Людовика» (фр. Livre des saintes paroles et des bons faiz nostre roy saint Looys) — одно из наиболее значительных произведений исторической литературы Средних веков, соединяющее в себе жанры биографии, исторической хроники и мемуаров. Она писалась по заказу Иоанны Наваррской, которая приходилась монарху внучатой племянницей; однако в год её смерти (1305) работа над ней ещё не была завершена. Скорее всего, книга создавалась между 1305 и 1309 годами, и, возможно, в силу преклонного возраста автора, была им надиктована. Она снабжена посвящением сыну Иоанны Наваррской, Людовику Сварливому, которому по завершении работы над ней была преподнесена.
Подобно другим средневековым произведениям биографического жанра, книга представляет собой собрание эпизодов из жизни Людовика IX, выдержанных в духе поучительных примеров и расположенных в определённой хронологической последовательности. Композиционно она состоит из трёх частей, первая из которых раскрывает характер и убеждения святого короля, выраженные в его благочестивых речениях, вторая посвящена его деяниям и подвигам в Египте и Палестине, а третья — его последующей жизни, смерти и канонизации. Наиболее подробной и детализированной является вторая часть, повествующая о заморских походах Людовика, содержащая интересные зарисовки о повседневной жизни крестоносцев, их вооружении и снабжении, перенесённых ими тяготах морского путешествия, устройстве осадной техники и даже быте бедуинов. Позднейшими издателями книга поделена была на 149 глав, в которых, в свою очередь, выделено было 769 параграфов.
Книга Жуанвиля не является бесстрастной хроникой событий, изобилует повторами, авторскими отступлениями и рассуждениями, ей недостаёт присущей Виллардуэну строгости изложения. Автор не скрывает своих идеологических и социально-политических предпочтений, последовательно отстаивая привилегии аристократии и открыто выражая своё презрение к городскому сословию. Параграфы с 119 по 666 стилистически напоминают мемуары и повествуют о событиях, в которых участвовал сам Жуанвиль (они не обязательно связаны с монархом). Сведения относительно кончины короля приведены со слов очевидца, Пьера Алансонского, пятого сына Людовика. Дальнейшее повествование, основными источниками для которого послужили «Большие французские хроники» во французском переводе Примата из Сен-Дени и «Деяния Людовика» Гийома де Нанжи, завершает рассказ о беатификации монарха в 1298 году и о сновидении, в котором усопший Святой Людовик явился Жуанвилю. Книга была написана в период, когда культ Святого Людовика уже вполне сложился, и восьмидесятилетний Жуанвиль посчитал необходимым своим сочинением укрепить его.
Ценность книги Жуанвиля как исторического источника заключается главным образом в красочном и достоверном изображении французского рыцарского общества XIII века, а также подробностях истории Седьмого крестового похода. Однако государственная деятельность Людовика IX в ней практически не освещена, причём не только из-за отсутствия достаточных сведений, которыми располагал автор, но и из-за того, что сам он по своим политическим взглядам не являлся сторонником укрепления королевской власти.
Оригинальная рукопись сочинения Жуанвиля была утеряна ещё в старину, и в каталоге королевской библиотеки оно впервые фигурирует лишь в 1411 году, при Карле VI Безумном. На сегодняшний день известно 5 манускриптов, хранящихся в Национальной библиотеке Франции (Париж), лишь один из которых (MS fr. 13568) относится к XIV веку, остальные же являются поздними копиями (XVI—XVIII вв.).
Впервые книга Жуанвиля была напечатана в 1547 году в Пуатье издателями Энгельбертом и Жаном Марнефом, использовавшими позднюю копию её рукописи из библиотеки короля Рене Доброго, в 1595 году переизданы в Женеве, в 1596-м в Кёльне, а в 1617, 1666, 1667, 1668 и 1761 годах — в Париже. В 1837 году увидело свет факсимильное издание, подготовленное историком и дипломатом Алексисом-Франсуа Арто де Монтором для Общества французских библиофилов, а в 1874 году вышла академическая публикация, отредактированная историком-архивистом, членом Академии надписей и изящной литературы Наталисом де Вайли для серии «Шедевры историков и писателей Средневековья» (фр. Les Chefs-d'oeuvre historiques et litteraires de Moyen Age).
В 1250—1251 годах Жуанвиль написал небольшую книжку благочестивого содержания «Изложение столпов нашей веры, с картинками» (фр. Li romans as ymages des poinz de nostre foi), которая представляет собой проиллюстрированный миниатюрами комментарий к Символу Веры.

## Издания
- Jean, sire de Joinville. Histoire de saint Louis, Credo et Lettre à Louis X. Texte original accompagné d'une traduction par M. Natalis de Wailly. — Paris: Firmin Didot, 1874. — xxx, 689 p.
- Жуанвиль Жан де. Книга благочестивых речений и добрых деяний нашего святого короля Людовика / Изд. подгот. Г. Ф. Цыбулько, Ю. П. Малинин, А. Ю.  Карачинский. — СПб.: Евразия, 2007. — 400 с. — ISBN 978-5-8071-0228-2.